# Rimnjak
Rimnjak je naselje u Republici Hrvatskoj, u sastavu Grada Buzeta, Istarska županija. 

## Stanovništvo
Prema popisu stanovništva iz 2001. godine, naselje je imalo 28 stanovnika te 6 obiteljskih kućanstava.
Prema popisu stanovništva iz 2011. godine, naselje je imalo 19 stanovnika.
| broj stanovnika |       |       | 46    | 49    | 62    | 58    |       |       | 59    | 50    | 38    | 27    | 26    | 31    | 28    | 19    |
|                 | 1857. | 1869. | 1880. | 1890. | 1900. | 1910. | 1921. | 1931. | 1948. | 1953. | 1961. | 1971. | 1981. | 1991. | 2001. | 2011. |